# (3266) Bernardus
(3266) Bernardus – planetoida należąca do wewnętrznej części pasa głównego asteroid okrążająca Słońce w ciągu 2 lat i 233 dni w średniej odległości 1,91 j.a. Została odkryta 11 sierpnia 1978 roku w Obserwatorium La Silla przez Hansa-Emila Schustera. Nazwa planetoidy pochodzi od Andresa Bernardusa Mullera, holenderskiego astronoma. Przed jej nadaniem planetoida nosiła oznaczenie tymczasowe (3266) 1978 PA.